# Louella Parsons
Louella Parsons, född 1881, död 1972, var en amerikansk journalist. Hon är främst känd som skvallerkrönikör från Hollywoods filmvärld. Hon blev den första reportern i USA att skriva en filmkolumn då hon började skriva en sådan för Chicago Record-Herald 1914.
Mellan 1924 och 1964 var hon krönikör för William Randolph Hearsts tidningar och täckte skvallret från Hollywoods filmvärld. Hon hade sitt eget radioprogram med intervjuer av filmstjärnor från 1928. Hon har kallats "Drottningen av Hollywoodskvaller" och utövade ett stort inflytande över filmindustrin genom sin makt över filmstjärnornas offentliga bild. 
Hennes stil beskrivs som sockersöt i kontrast till hennes främsta konkurrent Hedda Hoppers krassa stil. Parsons och Hopper hade en uppmärksam professionell fejd som pågick tills Hopper under 1950-talet ersatte Parsons.